# 達拉斯鎮區 (密蘇里州韋伯斯特縣)
達拉斯鎮區（英語：Dallas Township）是位於美國密蘇里州韋伯斯特縣的一個行政鎮區。

## 地方資料
達拉斯鎮區的面積為82.26平方千米，當中陸地面積為82.18平方千米，而水域面積為0.08平方千米。根據2020年美國人口普查的數據，當地共有人口1803人，而人口密度為每平方千米21.92人。